# 田中美羽 (野球)
田中 美羽（たなか みわ、1998年6月19日 - ）は、神奈川県川崎市川崎区出身の女子野球選手（内野手、外野手）・代表選手、ベースボール5選手・代表選手。右投右打。2023年から読売ジャイアンツ女子チーム所属（主将）。

## 経歴
兄の影響で小学1年生の時に野球を始める。川崎市立川崎中学校に進学後の2011年には、地元で活動しているクラブチーム「オール京急」に入団し本格的に硬式野球を始める。チームでは副主将を務めた。2014年に横浜隼人高等学校女子硬式野球部に入部し、主将を務めるなど春の大会でベスト4・夏の大会でベスト8などの結果を残した。
2017年、日本大学文理学部体育学科に進学。準硬式野球部が女子選手も受け入れていたことで、平日のトレーニングを男子部員と行いながらアサヒトラストに所属し、2020年に創設された埼玉西武ライオンズ・レディースに移籍。2021年に大学卒業し、2022年まで西武に在籍。

### 巨人女子時代
2022年に行われたセレクションを通過し、2023年からチーム単独で本格始動の読売ジャイアンツ女子チームと選手契約（入団年の雇用先は球団内）。背番号は8、初代副主将を任される。京急出身には1学年下で1期生の金満梨々那(捕)、西武からの同時移籍には清水美佑(投)・大沼咲貴(捕・内)がいる。
2023年は2018年以来の代表選手選出となり、アジアカップでは初のトップチームで香港遠征を行い優勝。約3か月後には広島で開催されたワールドカップ予選に出場し1位通過した。23年リーグ戦ではチーム内でトップタイの14盗塁をして、25試合に出場し76打数25安打6打点16得点 打率.329 OPS.834で終えた。また年末に予選から初開催となった第1回 Baseball5 日本選手権に、球団職員で初めてチームを構成した「GIANTS」の選手としても出場し、12月の予選で1位通過、翌1月に行われた本戦でジャンク5に敗れ惜しくも準優勝となった。
2024年は1月の球団90周年記念事業・JICA連携活動の一環でニカラグア派遣に帯同し現地で野球教室や親善試合などを行った。また上述のようにベースボール5の大会出場をしたが、2月の宮崎帯同から帰京後の調整期間に左肩を脱臼し、約1か月間の装具固定などの治療・リハビリをすることとなった。幸いにも手術の必要が無く3月17日に開催された沖縄大会で実戦復帰した。

## 選手・人物

### 選手として
50メートル走で6秒台など俊足が特徴。2018年の代表合宿では一塁到達タイムが4秒24で、守備でも俊足を活かしている。
元々は内野手であるが、2021年の西武時代に当時のチーム事情で既に内野手が固まっており、新谷博監督（現・GM）に聞かれた「外野できるか？」の一言に勢いで「できます」と答えてしまい、出場機会を求めるということもあり、結果的にそのまま外野転向となった。外野守備について学んだ田中曰く、奥深さや魅力を感じる、外野へのヒット性の打球をアウトにできることもあり楽しいという。

### 人物
- 祖父の影響で一家で巨人のファン。特に亡くなった祖父が好きだった原辰徳の選手時代の背番号と、契約時に提示された背番号とは偶然一致したという[18]。
- 小学6年時の将来の夢は「アスリートとアナウンサー」[18]。
- 憧れの選手には後に指導を受けることとなる松本哲也を挙げており、高校生の時には動画などを沢山観ていたという[1]。他にも好きな選手・目標とする選手として（アジアカップ2023時には）イチロー、川崎宗則、菊池涼介、大谷翔平とアンケートに答えている[4]。
- 2021年から2022年までの2年間ホリプロでマネージャーをしており[19][20]、東ちづるなどの担当だったこともあり東と親交がある[21]。

## 詳細情報

### 記録

#### ヴィーナスリーグ
巨人女子
 打撃記録
- 初先発出場：2023年4月16日、対秀明大学（袖ケ浦市営）、1番右翼手で先発出場
- 初打席・初安打：同上、1回表に石原咲羽から中安打
- 初打点：2023年4月22日、対アサヒトラスト（田ケ谷）、4回表に藤田捺己から1点適時右安打
- 初盗塁：同上、5回表に二盗